# Distenia viridicyanea
Distenia viridicyanea es una especie de escarabajo longicornio del género Distenia, categorizada en la tribu Disteniini, de la orden Coleoptera. Fue descrita por Thomson en 1864.

## Descripción
Mide 16-24,5 mm de longitud.

## Distribución
Se distribuye por Brasil y Guayana Francesa.